# Embassament del Regajo

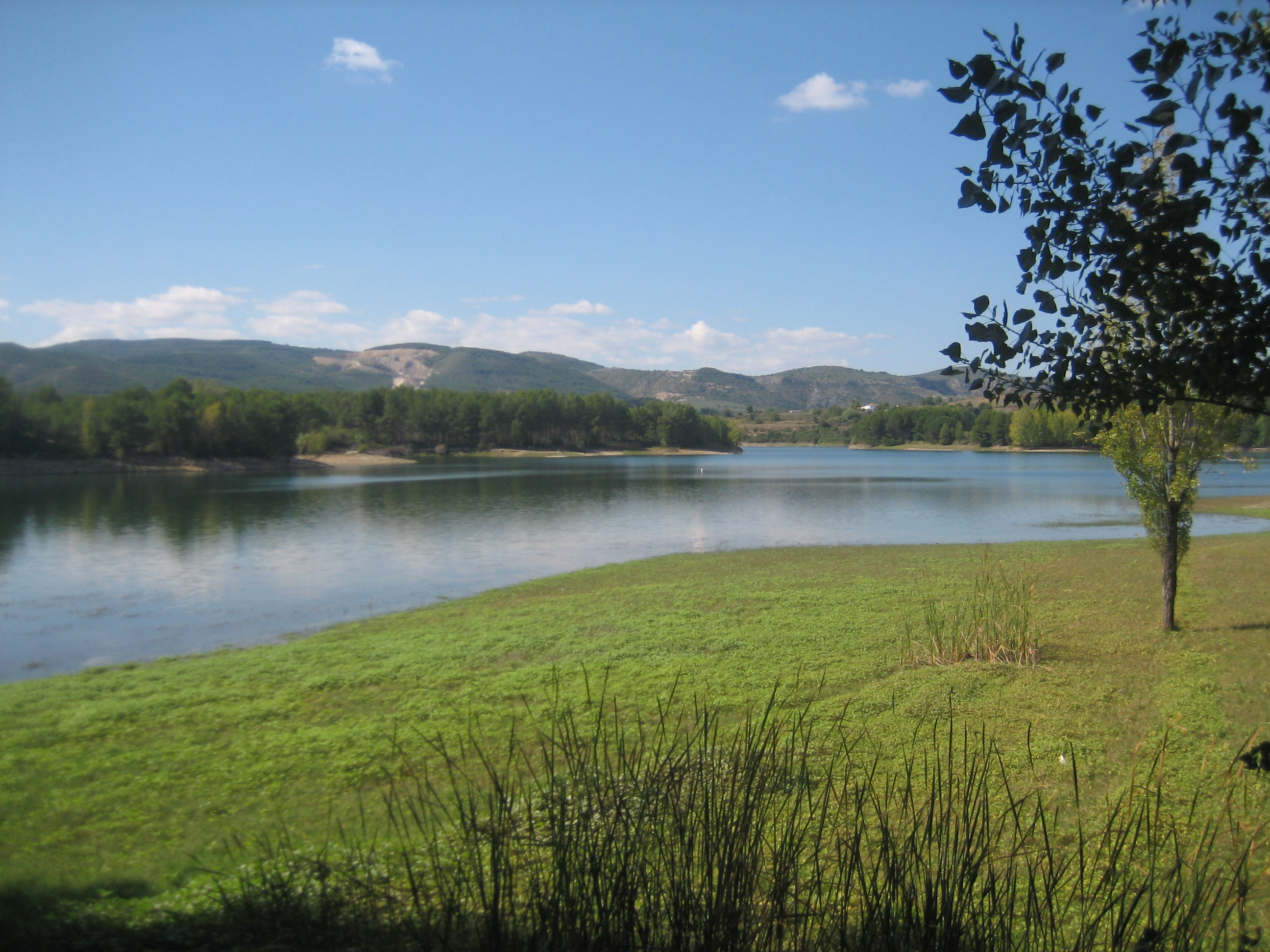
Vista de l'embassament

L'embassament del Regajo, situat al municipi valencià de Xèrica (Alt Palància), és un embassament del riu Palància construït entre 1951 i 1959 amb una capacitat de 6,60 Hm³. La presa de gravetat amb planta recta i sobreeixidor superior, té una longitud de coronació de 383 metres i la superfície de la làmina d'aigua és d'unes 82 Ha.
El pantà rep les aigües d'una superfície de conca d'aproximadament 450 km², amb una aportació mitjana anual d'uns 82 Hm³. El sobreeixidor és de comportes amb una capacitat de 638 m³/seg, i l'ús principal de les aigües de l'embassament és l'agrícola.
Va ser construït el 1959 per la Confederació Hidrogràfica del Xúquer, amb un import de 32.228.256,42 ptes (finançat per Sogorb (25%) i la Séquia Major de Sagunt (75%)), per resoldre el problema plantejat per la manca d'aigües per a regs a les hortes de Sagunt.
Es tracta de l'única gran obra hidràulica del Palància, almenys fins que s'acabe de construir la presa d'Algar, pocs quilòmetres aigües avall. Les dues pertanyen a la Confederació Hidrogràfica del Xúquer.